# Na zábradlí
Ulice Na zábradlí (zjednodušeným pravopisem Na Zábradlí) na Starém Městě v Praze spojuje ulici Karoliny Světlé a Smetanovo nábřeží s Anenským náměstím. Nazvána je podle zaniklého kostela svatého Jana Křtitele Na Zábradlí vybudovaného v první polovině 12. století. Délka ulice je asi 50 metrů a jižní část tvoří zdi nového Pachtovského paláce se vstupem z ulice Karoliny Světlé a budova Divadla Na zábradlí se vstupem z Anenského náměstí, která je součást kulturního dědictví UNESCO.

## Historie a názvy
Kostel svatého Jana Křtitele Na Zábradlí byl postaven kolem roku 1120, jako součást staroměstských hradeb nedaleko brány svatého Jana na zábradlí vybudované v 50. letech 13. století. V roce 1789 byl kostel odsvěcen, přestavěn na obytný dům a v roce 1896 zbořen v rámci pražské asanace. Prostor ulice byl původně součástí Anenské ulice, současný název se používá od 20. let 20. století.

## Budovy, firmy a instituce
- Plavec & Partners - Na Zábradlí 1[5]
- Nový Pachtovský palác - Na Zábradlí 2, Karoliny Světlé 34[6]
- činžovní dům - Na Zábradlí 3, Anenské náměstí 1
- Divadlo Na zábradlí - Na Zábradlí 4, Anenské náměstí 5[7]